# 科普特禮天主教盧克索教區
科普特禮天主教盧克索教區，又稱底比斯教區（拉丁語：Eparchia Thebana）是埃及一個東儀天主教（科普特禮）教區，屬亞歷山大宗主教區。
成立於1895年11月26日。2009年有18,600名教友、廿一個堂區、廿四名司鐸。現任教區主教為约翰内斯‧扎卡利亚‧巴迪尔。